# Rychtrova bouda
Rychtrova bouda je název stavení čp. 74 v krkonošské obci Benecko, okrese Semily v Libereckém kraji. Nachází se při hlavní silnici III/28626 v nadmořské výšce 764 metrů.

## Historie

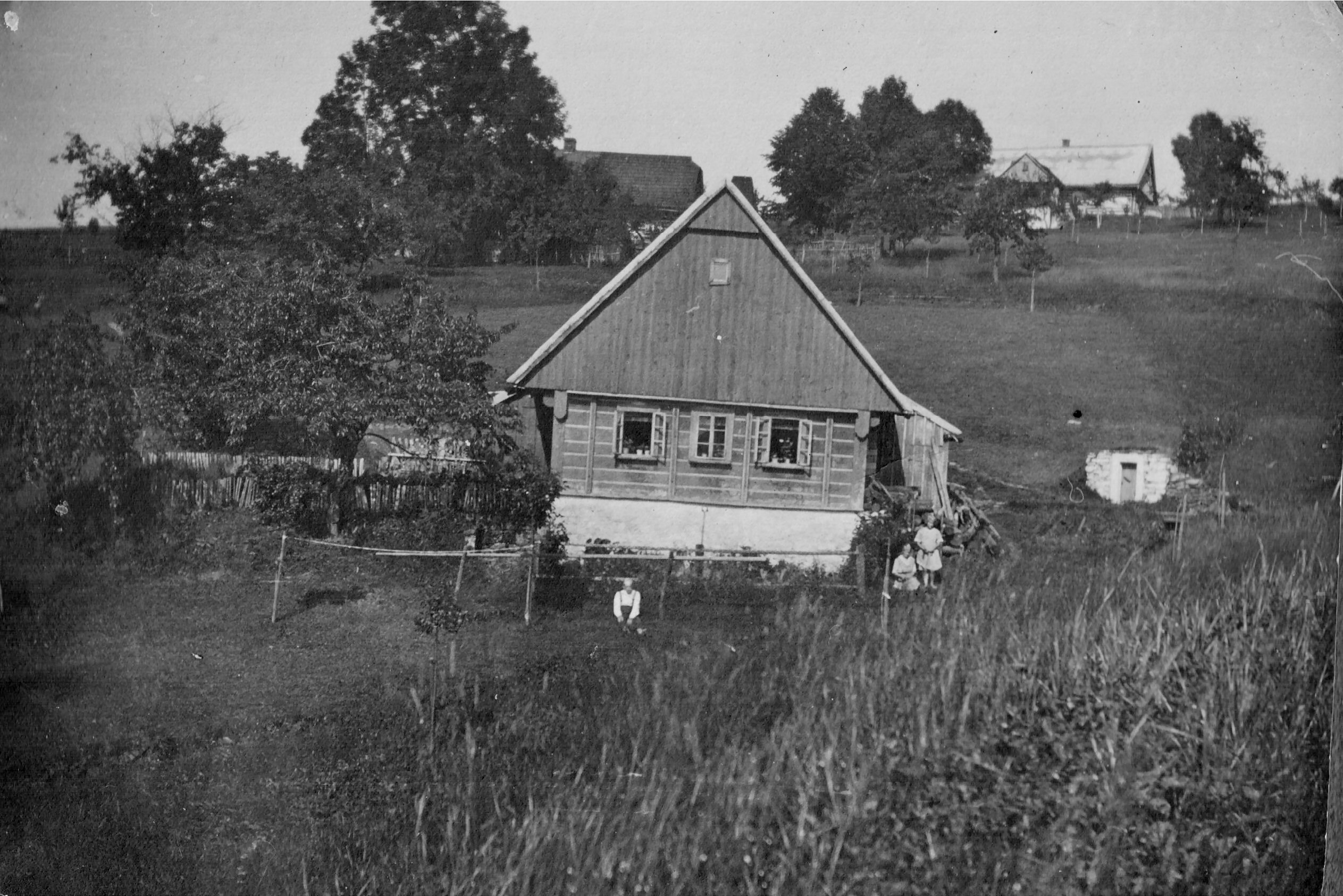
Rychtrova bouda okolo roku 1895

První zmínky o čísle popisném 74 pocházejí z roku 1817. Dům v té době představoval typickou krkonošskou chalupu, obývanou domácími tkalci. Dům byl orientován příčně ke svahu, výškový rozdíl byl kompenzován vysokou kamennou podezdívkou, v současnosti částečně zavezenou pozdějším zplanýrováním okolí. Hlavní část budovy byla sroubena ze smrkových a borových trámů, které se v jihozápadní části budovy zachovaly dodnes. Trámy byly poměrně přesně přitesány. Vazba roubení byla spojena na zámky a v rozích překryta prkny. Domácímu tkalcovství byla podřízena kompozice stavení v velkou obývací světnicí s řadou oken na jižní a západní straně a nezbytným hospodářským zázemím orientovaným do stráně. V roce 1870 přešel dům do vlastnictví rodiny Rychtrovy. 

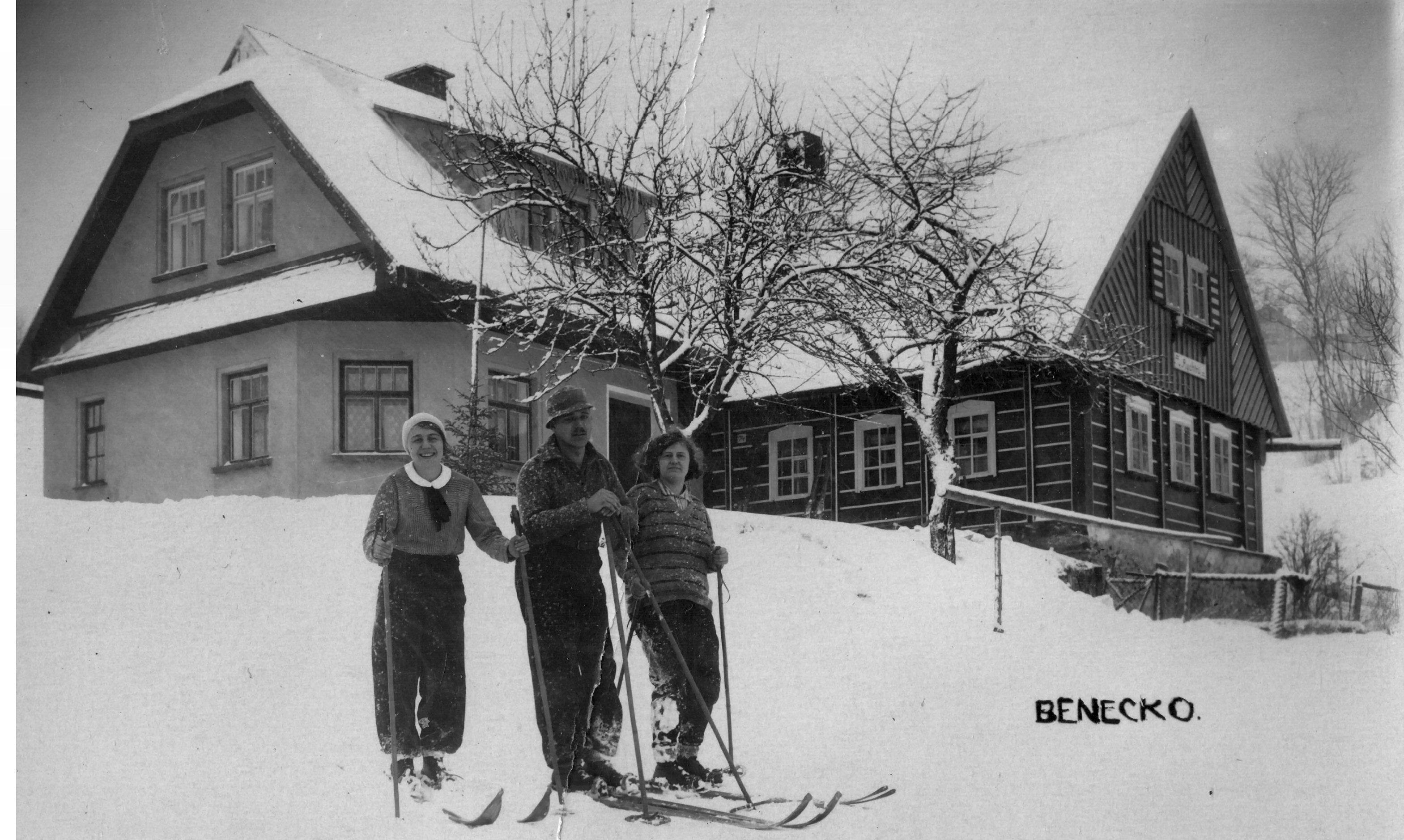
Rychtrova bouda 1928, upomínková fotografie

V roce 1893 se v domě narodil Bohumil Rychtr. Ten v roce 1926 budovu nechal přestavět z ryze hospodářského stavení na ubytovací zařízení. V první fázi přestavby bylo dostavěno ubytovací křídlo s prvními třemi pokoji, následně, v roce 1931 byl dům rozsáhle rozšířen a modernizován pro účely provozování pohostinské činnosti. Původní budova byla rozšířena o pět metrů a zvýšena vestavbou patra, sloužícího k ubytování hostů. Dům současně získal svůj stávající vzhled překrytím roubení deštěním ze smrkových prken s charakteristickým laťovým vzorováním. Současně byly pro vylepšení statiky doplněny stěnové kleštiny z borových trámů. Jako Restaurant u Rychtrů se zařadil do benecké "velké šestky" pohostinských zařízení spolu s hotely Krakonoš, Kubát a Sůva a boudami Hančovou a Martinovka. Kuchyni vedla u Šroubka vyučená Anežka Rychtrová, na place pomáhal syn Arno Rychtr a dcera Libuše.

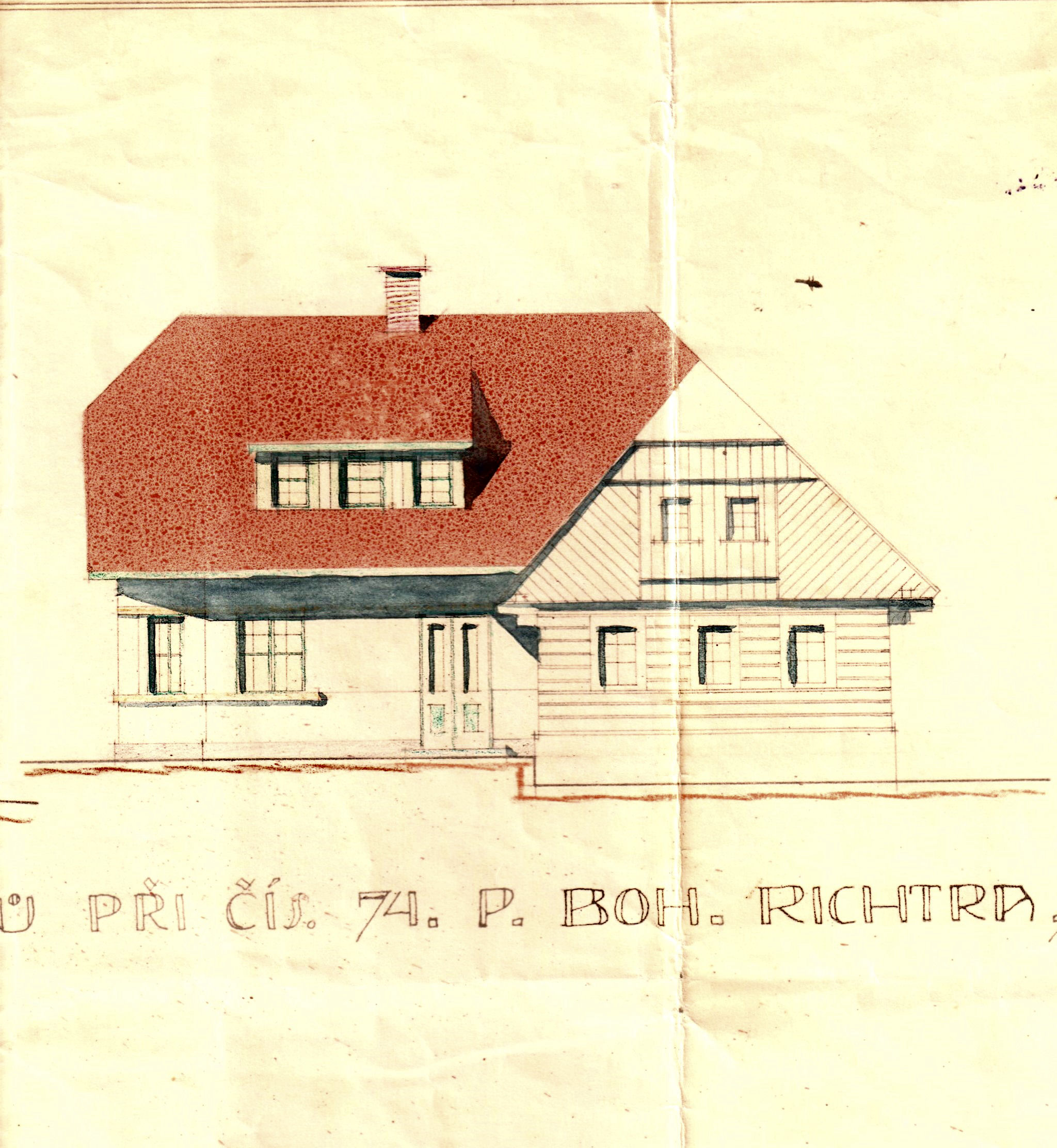
Sken plánu první přestavby Rychtrovy boudy v letech 1926-27, jižní pohled

V rámci přestavby byla původní chalupa výrazně modernizována a opatřena na svou dobu nejmodernější výbavou. Po hotelu Kubát šlo o druhý benecký podnik, opatřený ústředním topením a tekoucí teplou vodou na pokojích. Dům měl domácí telefon a přivolávací systém na pokojích a dlouhou dobu fungoval i jako veřejná telefonní stanice. Schodiště do patra nechal Bohumil Rychtr vyřezat z modřínového dřeva, každý pokoj byl opatřen nábytkem a doplňky ve své charakteristické barvě. Hostům sloužila terasa před domem, hřiště pro děti a rozsáhlý inventář. Rozsah služeb zahrnoval i možnost dopravy z Vrchlabí nebo Jilemnice. Hostům byla k dispozici i veliká koupelna, obložená v té době moderními černými skleněnými dlaždicemi.

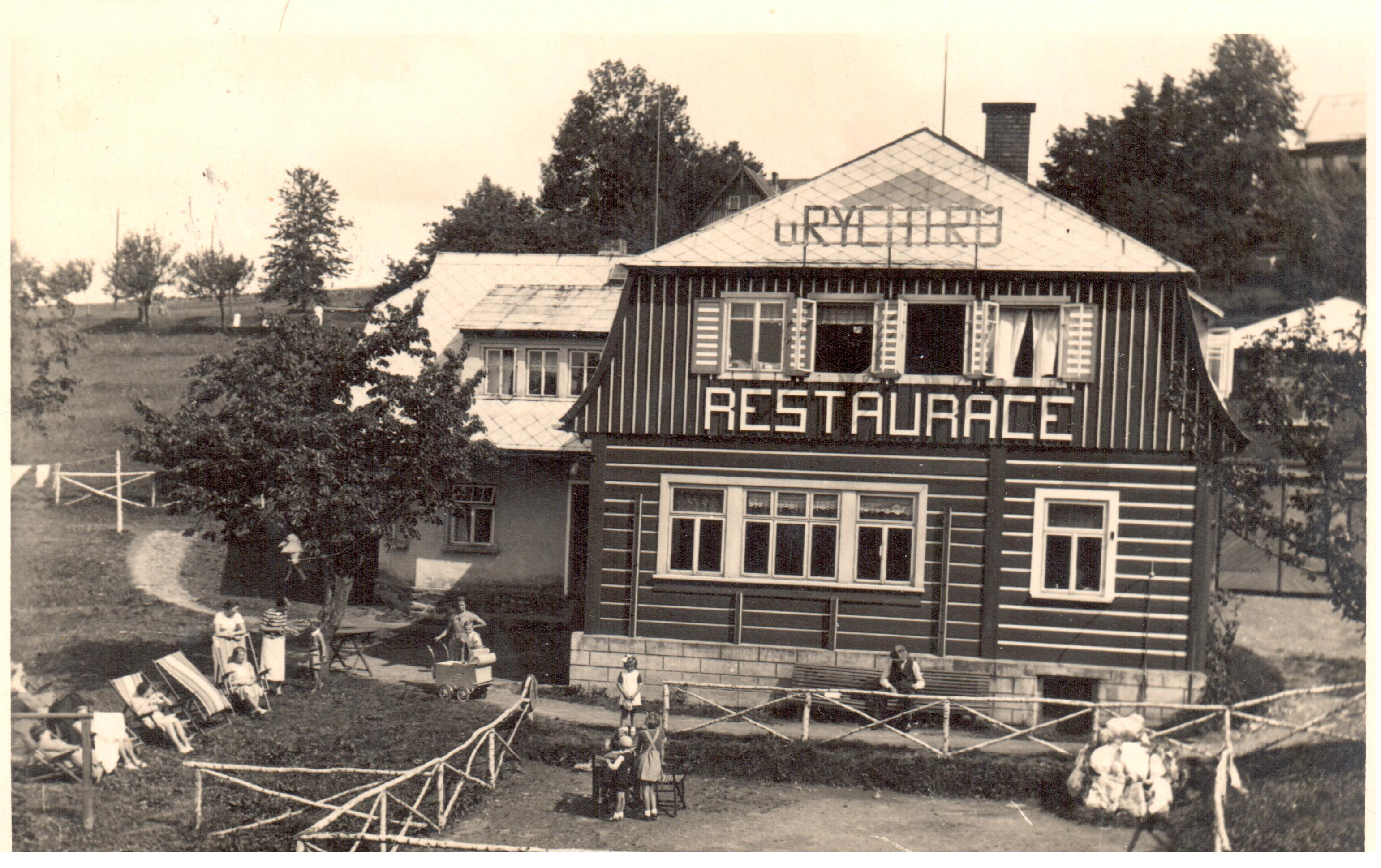
Rychtrova bouda po poslední meziválečné přestavbě

V meziválečném období si Rychtrovu boudu oblíbila především středostavovská klientela (převážně pražská a brněnská), jejíž příslušníci využívali provozovnu i jako letní rodinné byty. Během války byla provozovna rekvírována pro potřeby ubytování německých uprchlíků a několik týdnů sloužila i jako ubytovací zařízení Hitlerjugend. Provozovna byla v tomto období silně poškozena, včetně zcela zdemolované koupelny. 
V roce 1946 uzavřel Bohumil Rychtr smlouvu o dlouhodobém využívání podniku s Ústřední radou odborů (ÚRO). Ta zajišťovala obsazení podniku v rámci turnusového provozu (dvoutýdenními cykly v létě, týdenními cykly v zimě) a poskytovala záruku stabilního cash-flow.  V tomto období se Bohumil Rychtr pokoušel podnik rozšířit, plánované přestavbě ale zabránilo jeho zatčení a odsouzení ve vykonstruovaném procesu s velezrádci a špióny z Jilemnicka v roce 1952. Podnik byl znárodněn a předán do správy Lidového spotřebního družstva Jednota. O obsazení se starala organizace ROH Rekrea. Rodině Bohumila Rychtra a jeho dcery Libuše Kovářové bylo povoleno nemovitost dále obývat, Libuše Kovářová pracovala jako správcová. Podnik do provozovny neinvestoval prakticky žádné prostředky, dům byl veden jako dependance Martinovy boudy a jeho stav se neustále zhoršoval. Kromě turnusové odborářské rekreace rodin v letních měsících (typicky po týdnech se střídáním turnusu v neděli) byla bouda obsazena školami v přírodě, lyžařskými kursy (žáci sedmých tříd ZDŠ, druhých ročníků středních škol a vysokoškoláci). Bývalá velká jídelna byla v šedesátých a sedmdesátých letech využívána i jako učebna pro střední průmyslové školy. V roce 1974 zvažovalo družstvo Jednota demolici budovy kvůli jejímu celkově zchátralému stavu, zásluhou předsedy družstva Adlofa ale byla místo demolice provedena dílčí rekonstrukce objektu, v jejímž rámci bylo modernizováno ústřední topení, rozvody elektřiny a obměněn inventář. Stěny byly obloženy umakartovým obložením a původní dřevěné podlahy byly překryty zátěžovým jekorem. Původní hospodářská část domu a garáže byly změněny na uhelnu a prádelnu.

## Současnost

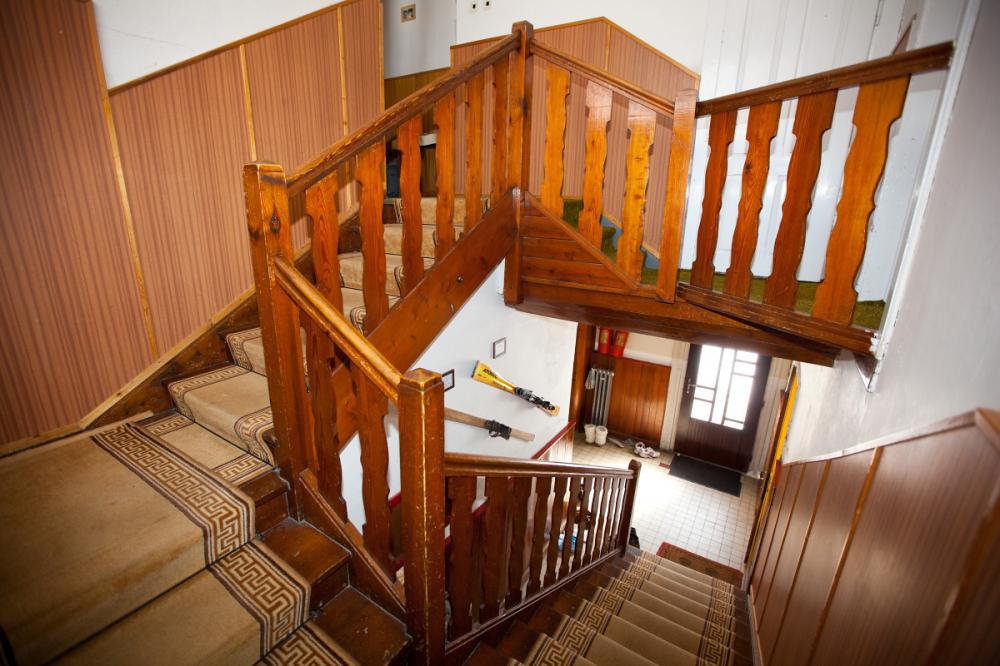
Původní modřínové schodiště

V roce 1990 se rodině Kovářově podařilo nemovitost restituovat a za přispění Arno Rychtra částečně zrekonstruovat. Vytápění koksem bylo nahrazeno plynovým topením a byla změněna dispozice zadní technické části. Současně bylo rekonstruováno severozápadní křídlo budovy, kde po vybourání původního sociálního zázemí vznikl prostor pro apartmánový blok. Ten zahrnuje kuchyni pro návštěvníky, sociální zázemí s koupelnou a dvojici velkých pokojů. Původní jídelna v přízemí byla upravena na společenskou místnost. Restaurační provoz nebyl obnoven, v současnosti podnik funguje jako nenáročné ubytovací zařízení s kapacitou dvou desítek lůžek v celkem osmi pokojích.
V roce 2020 byla (po úmrtí Zdeňka Kováře mladšího) zahájena částečná rekonstrukce budovy, zaměřená kromě jiného na přiblížení dispozice 1. NP plánům Bohumila Rychtra.